# اناکاپوتار
اناکاپوتار (به انگلیسی: Anakaputhur) یک منطقهٔ مسکونی در هند است که در تامیل نادو واقع شده‌است.

## خصوصیات
اناکاپوتار ۳۱٬۷۳۳ نفر جمعیت دارد.